# 蟠龙

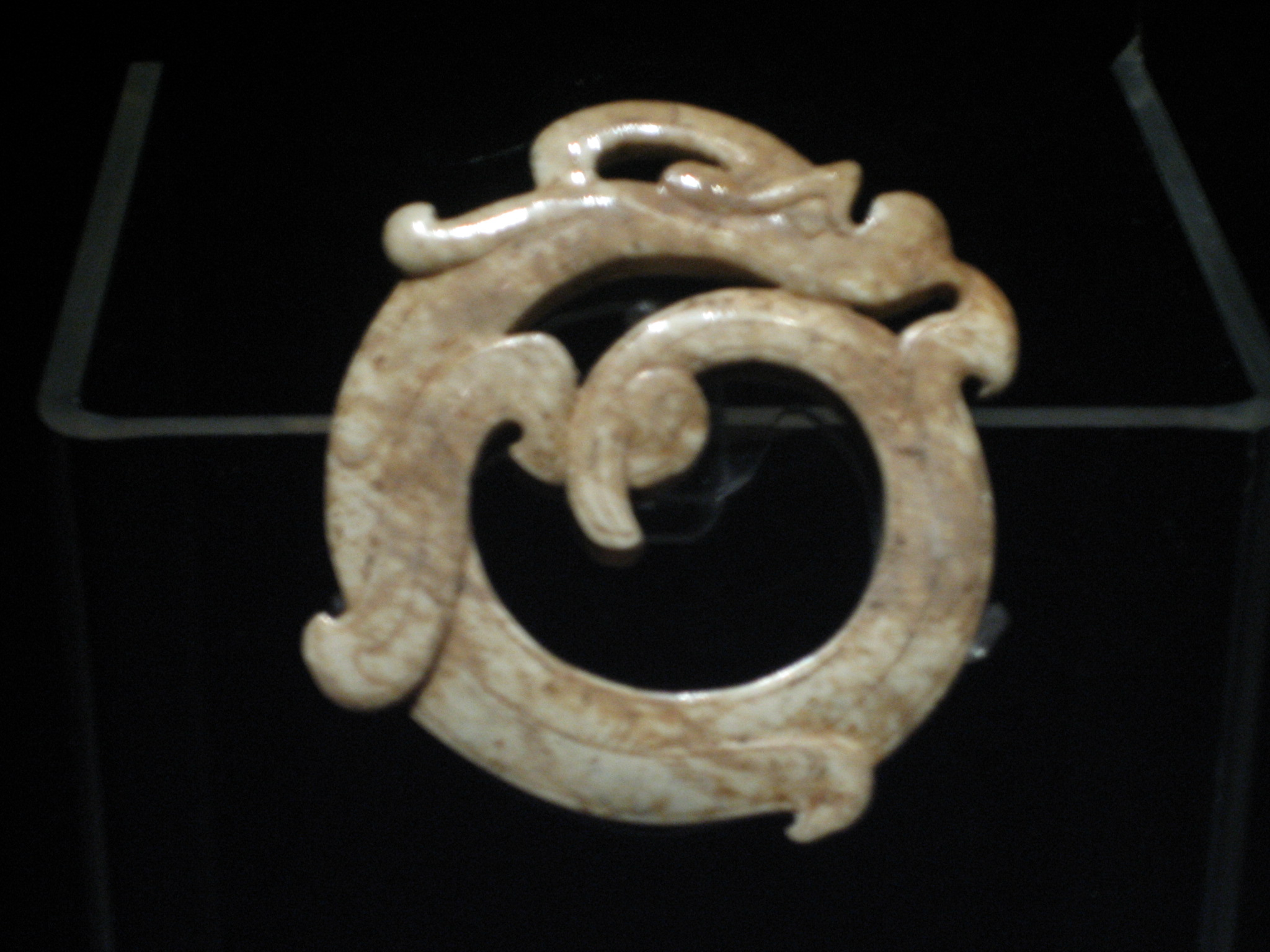
西晋蟠龍玉環，上海博物馆藏品

蟠龙，又作盤龍，是盤曲環繞狀、沒有升天的龙。根據《太平御览》轉引的沈懷遠《南越志》記載，其長四丈，身體青黑色並有紅色帶狀紋路，經常隨水而下入海。蟠龍也有毒性，被其傷害的人會隨即死去。
蟠龍圖案常運用於中國古代宮殿、較高規格的寺庙建築中，出現位置包含柱子、屋梁、天花板等等，其中以同時具有雲紋和蟠龍的蟠龍柱最常見，华表即屬此類。清代皇家建築藻井中也常見到咬著吊燈、雕刻生動的蟠龍，與明代藻井常用明鏡、莲瓣搭配云龙不同。